# Rainhard Fendrich
Rainhard Jürgen Fendrich (Viena, 27 de febrero de 1955) es un cantautor, actor y presentador austriaco. Es considerado el mayor representante del pop austriaco.

## Biografía

### Juventud y formación
La madre de Fendrich proviene de los Sudetes y su padre es de origen serbio. Él era ingeniero y su madre modelo. Su hermano menor (Harald Fendrich) también es músico y toca el bajo y la guitarra en la banda de su hermano. Actualmente la banda que le acompaña es WIR4, compuesta también por Ulli Bäer, Gary Lux y Harry Stampfer.
Rainhard estudió en un internado católico entre los 10 y los 17 años tras lo cual cantó en el coro de la misma institución. Durante sus estudios le prohibieron seguir estudiando piano por sus pésimos resultados en matemáticas, pero con 15 años consiguió una guitarra y se sumergió en aprender a tocarla de modo autodidacta. Sus fracasos sentimentales con las chicas en esa época le sirvieron como inspiración para algunos de sus éxitos posteriores, como  Cyrano (1991) o Frieda (2001). 
Tras comenzar y abandonar para siempre estudios de Derecho, hizo numerosos trabajos para ir financiando sus definitivos estudios de actor y canto.

### Carrera profesional y llegada del éxito (1980–1986)
En 1980 entró a trabajar en el histórico teatro vienés Theater an der Wien en la obra Die Gräfin vom Naschmarkt. Ese mismo año también comenzó a trabajar en la Schauspielhaus (Viena) en una serie teatral sobre Hamlet de Hans Gratzer y tuvo su primera aparición televisiva como cantante, en la cadena ORF, que fue un gran éxito. 
Musicalmente, en 1981 fue teniendo otras apariciones televisivas y sacó su primer álbum: Ich wollte nie einer von denen sein (No quisiera ser nunca uno de esos), aunque no tuvo buenas ventas inicialmente. Meses después, y con el mismo estilo, editó la canción Strada del sole, que fue la canción del verano en Austria y vendió 99.000 copias (disco de platino).
En 1982, hizo de Judas Iscariote en la exitosa Jesucristo Superstar. 
Su segundo álbum (Und alles ist ganz anders word'n), con temas como Schickeria y Oben Ohne, fue un total éxito y le convirtió en la gran estrella emergente del pop austriaco.
A partir de entonces se han sucedido sus éxitos hasta la actualidad. En 1983 presentó un álbum recopilatorio titulado A winzig klaner Tropfen Zeit y actuó con Wolfgang Ambros en el Schulschluss-Open-Air en el estadio Gerhard-Hanappi de Viena, concierto que se tradujo en la publicación del disco Open Air.
Entre 1984 y 2003 estuvo casado con Andrea Sator.

### Éxito en Alemania (1988–1997)
Con el tema Macho, Macho, cantado principalmente en dialecto vienes, alcanzó en 1988 por primera vez su número uno con single en su país, y con el segundo puesto en Alemania, así como uno de los tres mejores en Suiza. El tema había sido escrito por Fendrich en cinco minutos, tras haber leído un artículo en la revista Brigitte.
A partir de ahí en los países de habla alemana fueron ampliamente seguidas sus actuaciones con Reinhard Mey en la serie televisiva Was wäre wenn (1988).
Tras varios años de numerosos éxitos y algunas épocas de retiro, es uno de los cantantes y actores más premiados y reconocidos de su país.

## Premios y reconocimientos (selección)
- 1994, 1995 y 2000:  Premio Romy.
- 1989, 1990 RSH-Gold
- 2002. Amadeus Austrian Music Award.
- 2015. Cruz de otro de Niederösterreich.[4]

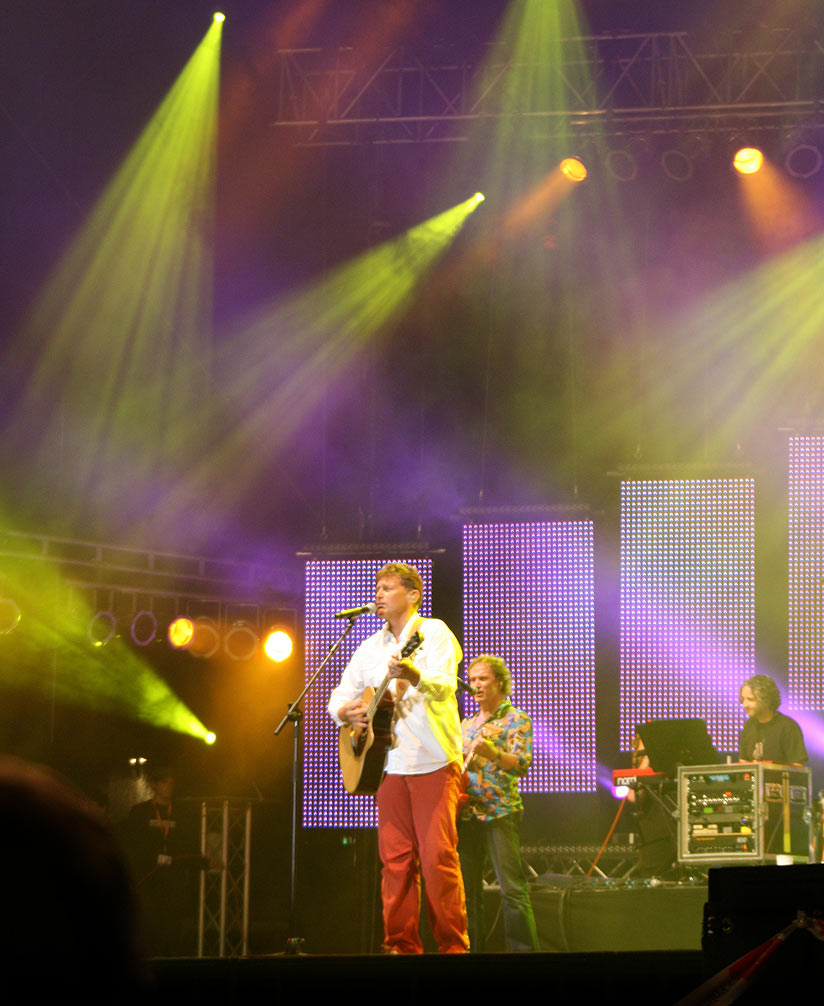
Rainhard Fendrich en la Fiesta de la isla del Danubio de 2007

## Filmografía
- 1985: Coconuts
- 1996: Fröhlich geschieden
- 1999: Geliebte Gegner (TV)
- 1999: Das Mädchen aus der Torte (TV)
- 2000: Die Ehre der Strizzis (TV)
- 2001: Eine Insel zum Träumen – Koh Samui
- 2004: Gefühl ist alles